# Axicô

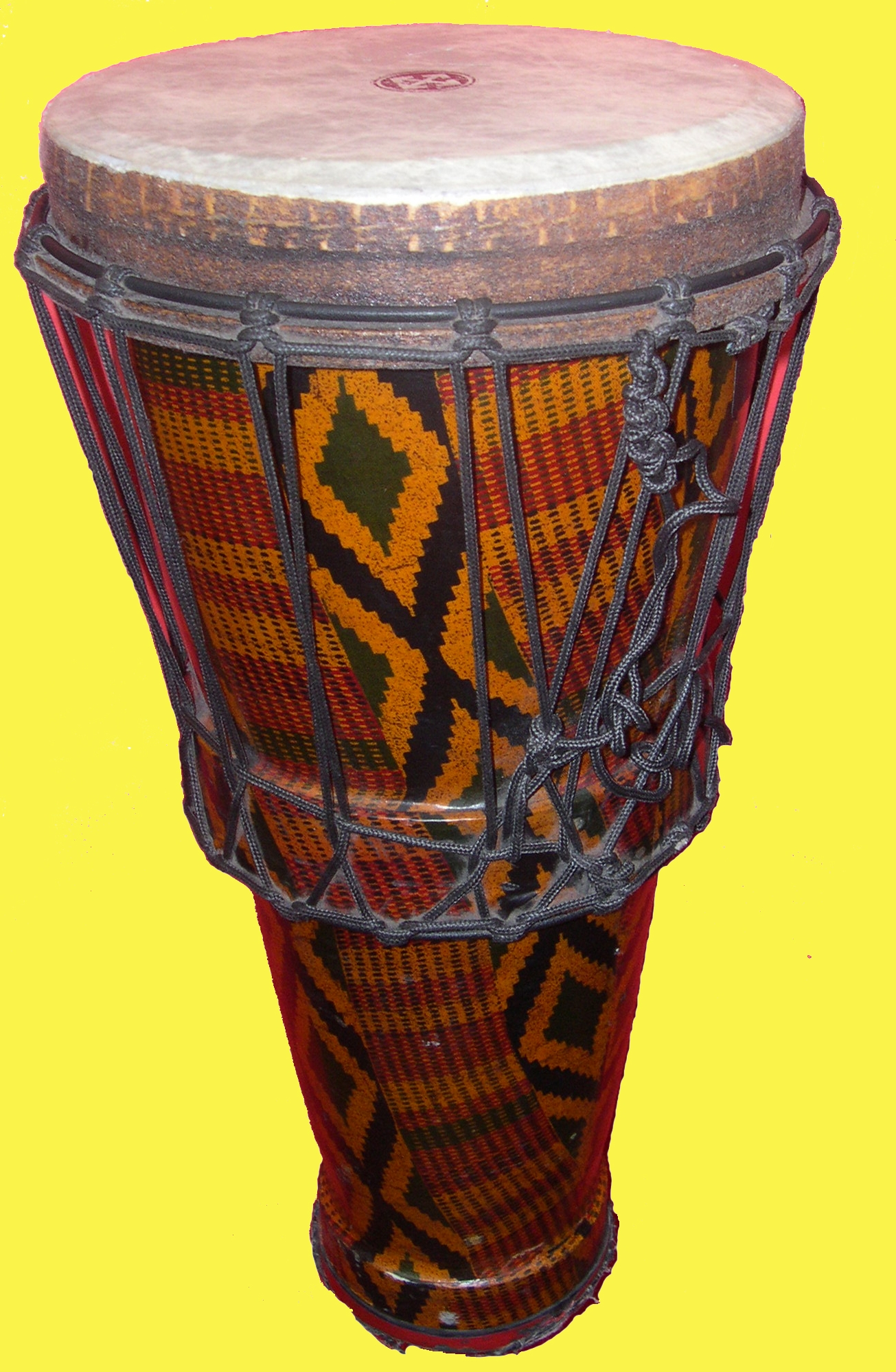
Axicô

Axicô (em iorubá: Aṣiko) é um tipo de tambor moldado como um cone truncado e é tocado com as mãos. É muito usado ao longo da África e nas Américas. Em Cuba, é conhecido como bocu (boku) e é usado durante carnavais e paradas de rua chamado comparsas.
Ao contrário os sons de um djembê cujo corpo oferece dois tons principais, as extremidades diretas oferecem uma quantidade contínua de tons que dependem em como perto do centro da cabeça é golpeado o tambor.